# Chelanops pugil
Chelanops pugil es una especie de arácnido  del orden Pseudoscorpionida de la familia Chernetidae.

## Distribución geográfica
Se encuentra en la Isla de San Ambrosio (Chile).